# B. Jaya
Basappa Jaya (Karnataka, 3 de septiembre de 1944–Bangalore, 3 de junio de 2021), más conocida por su nombre artístico B. Jaya, fue una actriz india activa en el cine en idioma canarés, en el que registró cerca de 200 apariciones. Por su desempeño en la película Gowdru, Jaya ganó el Premio Estatal de Cine Karnataka en la categoría de mejor actriz de reparto en 2004.
Falleció en Bangalore el 3 de junio de 2021 a los setenta y seis años.

## Filmografía destacada

### Cine
- Bhakta Prahlada (1958)
- Dashavathara (1960)
- Nagarjuna (1961)
- Vidhi Vilasa (1962)
- Chandra Kumaara (1963)
- Kanyarathna (1963)
- Mana Mecchida Madadi (1963)
- Sathi Shakthi (1963)
- Valmiki (1963)
- Veera Kesari (1963)
- Chinnada Gombe (1964)
- Prathigne (1964)
- Shivagange Mahathme (1964)
- Beratha Jeeva (1965)
- Bettada Huli (1965)
- Chandrahasa (1965)
- Ide Mahasudina (1965)
- Sathi Savithri (1965)
- Mantralaya Mahatme (1966)
- Premamayi (1966)
- Emme Thammanna (1966)
- Beedi Basavanna (1967)
- Bellimoda (1967)
- Gange Gowri (1967)
- Bhagyada Bagilu (1968)
- Gowri Ganda (1968)
- Mannina Maga (1968)
- Mysore Tanga (1968)
- Makkale Manege Manikya (1969)
- Namma Makkalu (1969)
- Odahuttidavaru (1969)
- Eradu Mukha (1969)
- Arishina Kumkuma (1970)
- Kallara Kalla (1970)
- Sri Krishnadevaraya (1970)
- Baala Bandhana (1971)
- Bhale Adrushtavo Adrushta (1971)
- Hennu Honnu Mannu (1971)
- Hoo Bisilu (1971)
- Kasidre Kailasa (1971)
- Kulagaurava (1971)
- Mukthi (1971)
- Naguva Hoovu (1971)
- Nyayave Devaru (1971)
- Sri Krishna Rukmini Satyabhama (1971)
- Thayi Devaru (1971)
- Jaga Mecchida Maga (1972)
- Kulla Agent 000 (1972)
- Sipayi Ramu (1972)
- Bharathada Rathna (1973)
- Devaru Kotta Thangi (1973)
- Gandhada Gudi (1973)
- Mooruvare Vajragalu (1973)
- Swayamvara (1973)
- Bangaarada Panjara (1974)
- Sampathige Savaal (1974)
- Sri Srinivasa Kalyana (1974)
- Daari Tappida Maga (1975)
- Devara Gudi (1975)
- Mahadeshwara Pooja Phala (1975)
- Shubhamangala (1975)
- Bahaddur Gandu (1976)
- Makkala Bhagya (1976)
- Premada Kanike (1976)
- Raja Nanna Raja (1976)
- Babruvahana (1977)
- Banashankari (1977)
- Bhagyavantharu (1977)
- Giri Kanye (1977)
- Pavana Ganga (1977)
- Kiladi Kittu (1978)
- Vasantha Lakshmi (1978)
- Vamsha Jyothi (1978)
- Seetharamu (1979)
- Rahasya Rathri (1980)
- Gowdru (2004)
- Auto Shankar (2005)
- Milana (2007)
- Hatrick Hodi Maga (2009)
- Aithalakkadi (2010)
- Murari (2015)
- Kalpana 2 (2016)
- Cinema My Darling (2016)